# Siphax
Siphax is een historisch merk van motorfietsen.
De bedrijfsnaam was Atéliers de Mécanique Siphax, Parijs.
Siphax was een klein Frans bedrijf dat van 1951 tot 1956 een sportieve 98 cc tweetakt motorfiets met liggende AMC-inbouwmotor bouwde.